# التوظيف التونسي

شعار التوظيف التونسي

التوظيف التونسي، هي إحدى اقدم الشركات الاستثمار في تونس إذ يرجع تأسيسها إلى 1948. تدور الشركة في فلك مجموعة البنك التونسي الذي يملك 39.8% من رأسمالها فيما تملك دلتا فينانس لرجل الأعمال محمد الرياحي 28% وأستري للتأمين 9.9%. يملك التوظيف التونسي تاريخيا مساهمات معتبرة في البنك التونسي وأستري للتأمين وشركة مونوبري تونس وآر ليكيد تونس والشركة العامة للملاّحات. يبلغ رأسمال الشركة 10 مليون دينار تونسي وإجمالي أصولها 15.7 مليون دينار تونسي. مدرجة في البورصة التونسية منذ أكتوبر 1990.
1. ↑  بطاقة التوظيف التونسي في "معلومات مباشر"[وصلة مكسورة] "نسخة مؤرشفة". مؤرشف من الأصل في 2019-12-16. اطلع عليه بتاريخ 2020-04-14.
2. ↑  بطاقة التوظيف التونسي في موقع سيكوريتيز[وصلة مكسورة] "نسخة مؤرشفة". مؤرشف من الأصل في 2013-07-02. اطلع عليه بتاريخ 2013-03-21.{{استشهاد ويب}}:  صيانة الاستشهاد: BOT: original URL status unknown (link)